# 完全格
完全格又稱完備格，（英語：complete lattice），在数学中是代表所有子集都有上确界（并）和下确界（交）的偏序集。完全格出现于数学和计算机科学的很多应用中。作为格的特殊实例，在序理论和泛代数中都有所研究。
完全格一定不能混淆于完全偏序（cpo），它构成严格的更加一般的一个偏序集合类别。更特殊的完全格是完全布尔代数和完全海廷代数（locale）。

## 形式定义
偏序集合(L, ≤)是完全格，如果L的所有子集A在(L, ≤)中都有最大下界（下确界，交）和最小上界（上确界，并）二者。它们被表示为：
{\displaystyle \bigwedge }A（交）和{\displaystyle \bigvee }A（并）。
注意在A是空集的特殊情况下，L的任何元素都是空集的上界和下界，A的交将是L的最大元素。类似的，空集的并生成最小元素。因为定义还确保了二元交和并的存在，完全格因为形成了特殊种类的有界格。
上述定义的更多蕴涵在关于序理论中完备性性质的文章中讨论。

## 例子
- 给定集合的幂集，按包含排序。上确界给出自这些子集的并集而下确界给出自这些子集的交集。
- 单位区间[0,1]和扩展的实数轴，通过平常的全序和普通的上确界和下确界。实际上，全序集合（带有它的序拓扑）作为拓扑空间是紧致的，如果它作为一个格是完全的。
- 非负整数按整除排序。这个格最小元是1，因为它可以整除任何其他数。可能令人惊奇的是，最大元是0，因为它可以被任何数整除。有限集合的上确界给出自最小公倍數而下确界给出自最大公约数。对于无限集合，上确界将总是0而下确界可以大于1。例如，所有偶数的集合有2作为最大公约数。如果从这个结构中去掉0它仍是格但不再是完全的。
- 任何给定群的子群在包含关系下。（尽管这里的下确界是平常的集合论交集，但子群的集合的上确界是子群的集合论并集所生成的子群，而不是集合论并集自身）。如果e是G的单位元，则平凡的群{e}是G的极小子群。而极大子群是群G自身。
- 模的子模按包含排序。上确界给出自子模的和而下确界给出自交集。
- 环的理想子环按包含排序。上确界给出自理想子环的和而下确界给出自交集。
- 拓扑空间的开集按包含排序。上确界给出自开集的并而下确界给出自交集的内部。
- 实数或复数的向量空间的凸集按包含排序。下确界给出自凸集的交集而上确界给出自并集的凸包。
- 在集合上拓扑按包含排序。下确界给出自拓扑的交集，而上确界给出自拓扑的并集所生成的拓扑。
- 在集合上的所有传递关系的格。
- 多重集的子多重集的格。
- 在集合上的所有等价关系的格；等价关系~被认为比≈更小（或"更细"），如果x~y总是蕴涵x≈y。